# Peripsychoda ramosa
Peripsychoda ramosa är en tvåvingeart som först beskrevs av Quate 1962.  Peripsychoda ramosa ingår i släktet Peripsychoda och familjen fjärilsmyggor. Inga underarter finns listade i Catalogue of Life.